# アラン・ブリバエフ
アラン・ブリバエフ（Alan Buribayev、カザフ語: Алан Асқарұлы Бөрібаев、1979年5月30日 - ）はカザフスタンの指揮者。

## 経歴
1979年、アルマトゥイ(旧アルマ-アタ)で生まれた。カザフスタン国立音楽院で、ヴァイオリンと指揮を学んだ。
1999年ロブロ・フォン・マタチッチ国際指揮コンクール優勝。ウィーン音楽大学に留学し、ウロシュ・ラヨヴィッチに師事。2001年ペドロッティ国際指揮コンクールで第１位受賞。
2003年から2007年までアスタナ交響楽団首席指揮者、2004年から2011年までマイニンゲン劇場音楽監督、2006年から2011年までノールショピング交響楽団首席指揮者、2010年から2016年までアイルランド国立交響楽団首席指揮者を務める2015年からアスタナ・オペラ首席指揮者。ロンドン・フィルハーモニー管弦楽団、サンクトペテルブルク・フィルハーモニー交響楽団、ライプツィヒ・ゲヴァントハウス管弦楽団などを指揮。
日本では、2014年から2018年まで日本センチュリー交響楽団の首席客演指揮者を務め、仙台フィルハーモニー管弦楽団、札幌交響楽団、東京交響楽団、広島交響楽団、NHK交響楽団などと共演している。

## 家族・親族
- 父：アスカル・ブリバエフ(Аскар Бурибаев)はチェロ奏者。

母：ショルパン・ブラトヴニ・ジュバノワ(Шолпан Булатовны Жубанова)はピアニスト。
- 母方の曽祖父：アフメト・ジュバノフ(Ахмет Жубанов)は作曲家。
- 祖父：B. A. ジュバノフ(Б. А. Жубанов)はカザフスタン共和国立科学アカデミーに所属する化学者。
- 曽甥：ガジジ・ジュバノワ(Газизы Жубанова)も作曲家。